# 모자

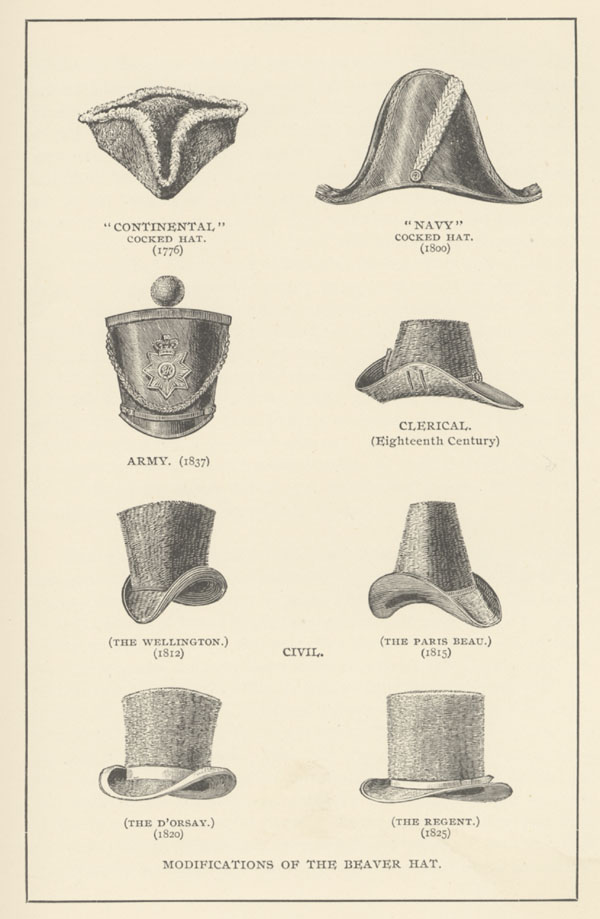
18세기와 19세기 남성 비버 펠트 모자 컬렉션

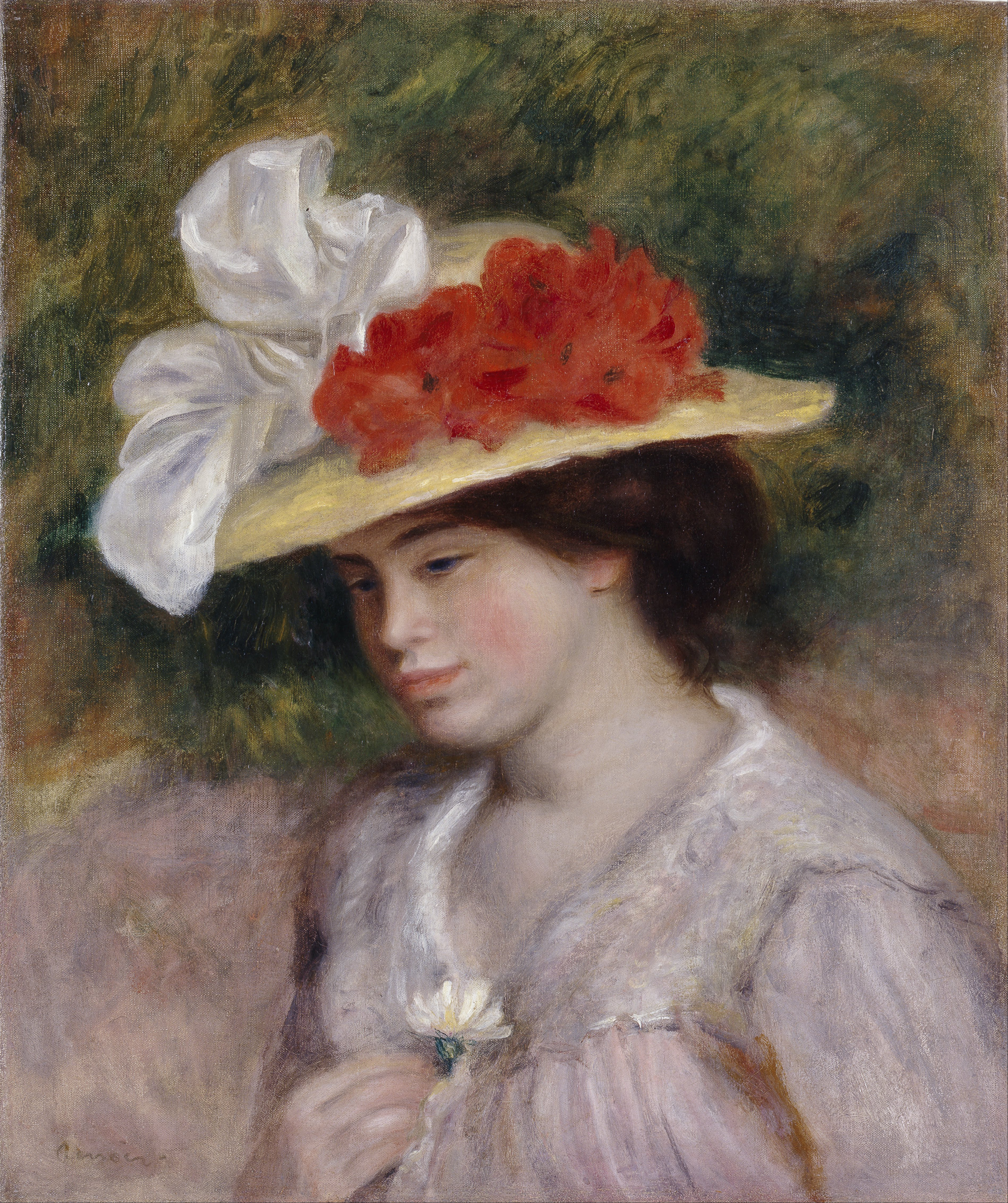
오귀스트 르누아르의 꽃무늬 모자를 쓴 여인 (1889): 천 꽃과 리본으로 장식된 챙이 있는 밀짚모자

모자(帽子)는 기상 조건으로부터의 보호, 대학 졸업과 같은 의례적인 이유, 종교적인 이유, 안전, 또는 장신구와 같은 다양한 이유로 착용하는 쓰개이다. 바이저, 스파이크, 플랩, 교정기 또는 맥주 홀더와 같은 기계적 기능을 통합한 모자는 더 넓은 쓰개 범주에 속한다.
과거에 모자는 사회적 지위를 나타내는 지표였다. 군대에서 모자는 국적, 병과, 계급 또는 연대를 나타낼 수 있다. 경찰은 일반적으로 피크 캡이나 챙이 있는 모자, 예를 들어 왕립 캐나다 기마경찰이 착용하는 모자처럼 독특한 모자를 착용한다. 일부 모자는 보호 기능을 가지고 있다. 예를 들어, 안전모는 건설 노동자의 머리를 낙하물로부터 보호하고, 영국 경찰의 Custodian helmet은 경찰관의 머리를 보호하며, 밀짚모자는 얼굴과 어깨를 햇빛으로부터 가려주고, 카우보이모자는 햇빛과 비로부터 보호하며, 우샨카 털모자는 접을 수 있는 귀덮개로 머리와 귀를 따뜻하게 유지한다. 일부 모자는 의례적인 목적으로 착용하는데, 예를 들어 대학 졸업식에서 착용(또는 휴대)하는 학사모가 있다. 일부 모자는 특정 직업에 종사하는 사람들이 착용하는데, 예를 들어 요리사가 착용하는 토크 (모자) 또는 기독교 주교가 착용하는 주교관이 있다. 특정 종교의 신자들은 정기적으로 모자를 착용하는데, 예를 들어 시크교도들이 착용하는 터번 또는 기도와 예배 중에 기독교 여성의 머리 가리개로 착용하는 교회 모자가 있다.

## 역사

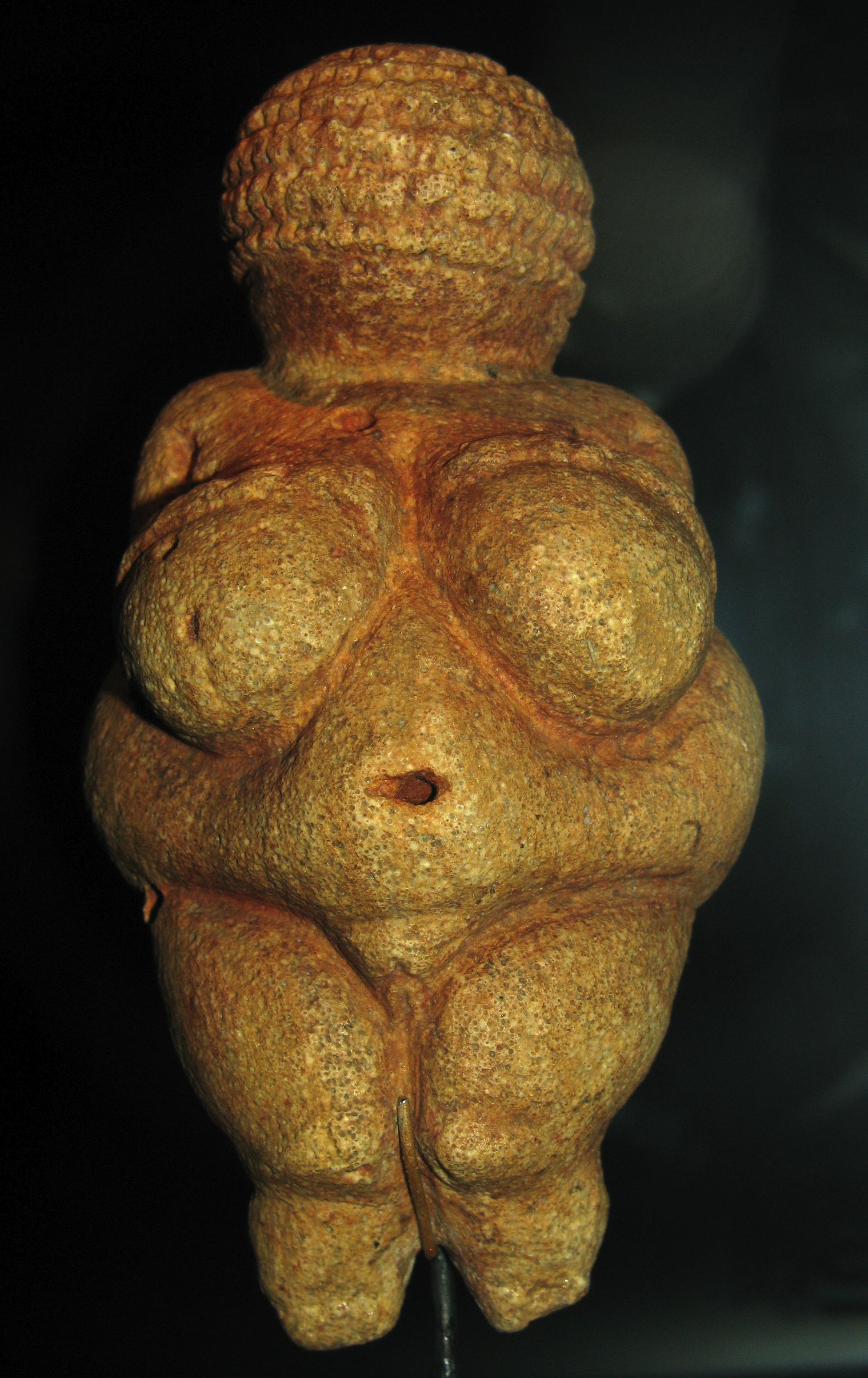
27,000년에서 30,000년 된 빌렌도르프의 비너스 조각상은 직조 모자를 쓴 여인을 묘사한 것일 수 있다.

기원전 3,000년 이전의 모자에 대한 공식적인 기록은 많지 않지만, 그 이전에도 흔했을 것이다. 27,000년에서 30,000년 된 빌렌도르프의 비너스 조각상은 직조 모자를 쓴 여인을 묘사한 것일 수 있다. 가장 오래된 것으로 알려진 확인된 모자 중 하나는 청동기 시대 남자(외치)가 착용했는데, 그의 시신(모자를 포함하여)은 기원전 3250년경부터 오스트리아와 이탈리아 사이의 산에 얼어붙은 채 발견되었다. 그는 턱끈이 있는 곰 가죽 모자를 쓰고 있었는데, 여러 개의 가죽을 꿰매어 만들었으며, 본질적으로 플랩이 없는 러시아 털모자와 비슷했다.
모자를 묘사한 가장 오래된 그림 중 하나는 이집트 테베의 무덤 벽화에 나타나는데, 원추형 밀짚모자를 쓴 남자를 보여주며 기원전 3200년경으로 거슬러 올라간다. 고대 이집트에서는 모자를 흔히 착용했다. 많은 상류층 이집트인들은 머리를 깎고 시원함을 유지하는 데 도움이 되는 쓰개를 썼다. 고대 메소포타미아인들은 종종 원추형 모자나 뒤집힌 꽃병 모양의 모자를 썼다.

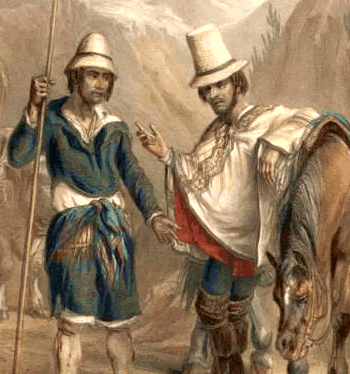
모자가 사회적 지위의 지표임을 보여주는 그림: 감독 (말과 함께)이 동반한 inquilino (1821년 칠레)보다 더 높은 모자를 쓰고 있다.

다른 초기 모자로는 단순한 두개골 모양의 모자인 필레우스, 그리스와 로마에서 해방된 노예들이 착용했던 프리기아 모자 (이 모자는 미국 독립 전쟁과 프랑스 혁명 기간 동안 왕정에 대항하는 자유 투쟁의 상징으로 상징적인 존재가 되었다), 그리고 챙이 있는 최초의 알려진 모자인 그리스 페타소스가 있다. 여성들은 베일, 손수건, 후드, 모자, 그리고 윔플을 착용했다.
외치와 마찬가지로 톨룬드인은 모자를 쓴 채 현재까지 보존되어 있는데, 아마도 기원전 400년경 덴마크의 늪에서 사망하여 미라가 되었을 것이다. 그는 양가죽과 양모로 만든 뾰족한 모자를 쓰고 있었는데, 가죽 끈으로 턱 아래에 고정되어 있었다.
펠트 모자 제작자의 수호성인인 성 클레멘스는 서기 800년경 발을 보호하기 위해 신발에 아마 섬유를 채워 넣다가 펠트를 발견했다고 전해진다.
중세 시대에 모자는 사회적 지위의 표시였으며 특정 집단을 구별하는 데 사용되었다. 1215년의 제4차 라테란 공의회는 모든 유대인이 유덴하트("유대인 모자")를 착용하여 자신을 식별하도록 요구했으며, 이는 그들을 반유대주의의 표적으로 만들었다. 모자는 보통 노란색이었고 뾰족하거나 사각형 모양이었다.

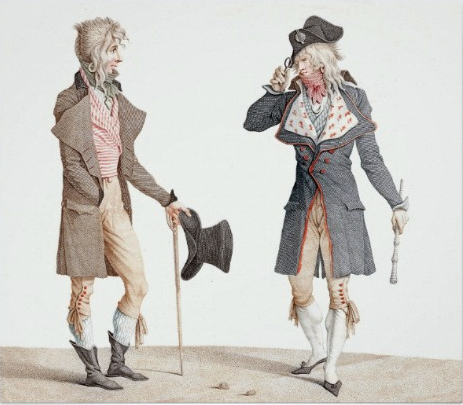
1796년 카를 베르네의 그림은 두 명의 퇴폐적인 프랑스 "앵크루아블"이 서로 인사하는 모습을 보여주는데, 한 명은 실크해트로 보이는 것을 쓰고 있으며, 이는 아마도 그 첫 기록된 등장을 의미할 것이다.

중세 시대 여성들의 모자는 단순한 스카프부터 정교한 Hennin에 이르기까지 다양했으며, 사회적 지위를 나타냈다. 16세기 말에는 남성 궁정인들의 모자와 유사한 구조화된 여성 모자가 착용되기 시작했다. '밀리너(milliner)'라는 용어는 18세기에 최고 품질의 모자가 만들어졌던 이탈리아 도시 밀라노에서 유래했다. 밀리너는 전통적으로 여성의 직업이었으며, 밀리너는 모자와 보닛을 만들 뿐만 아니라 의상을 완성하기 위한 레이스, 장식품 및 액세서리도 선택했다.

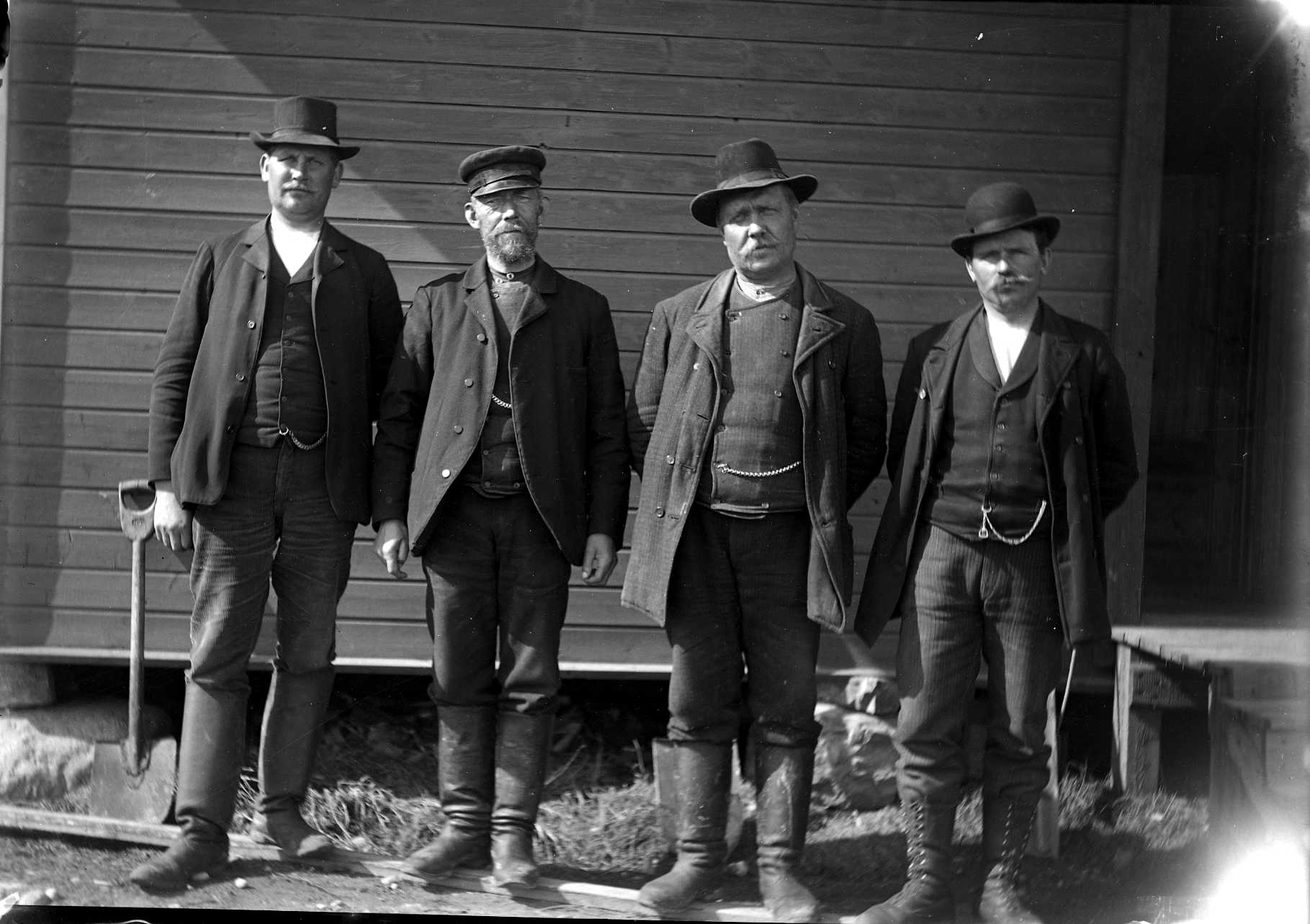
왼쪽부터 오른쪽으로: 실크해트, 피크 캡, 보르살리노, 중산모자 (스웨덴, 20세기 초).

19세기 전반에는 여성들이 점점 더 커지고 리본, 꽃, 깃털, 거즈 트림으로 장식된 보닛을 착용했다. 세기 말에는 넓은 챙과 납작한 크라운, 꽃병 모양, 토크 등 다른 많은 스타일이 도입되었다. 1920년대 중반, 여성들이 머리를 짧게 자르기 시작하면서 헬멧처럼 머리를 감싸는 모자를 선택했다.
경마 행사에 모자를 착용하는 전통은 영국 로열 애스콧 경마장에서 시작되었는데, 이곳은 엄격한 복장 규정을 유지한다. 로열 인클로저의 모든 손님은 모자를 착용해야 한다. 이 전통은 미국 켄터키 더비와 같은 다른 경마 행사에서도 채택되었다.

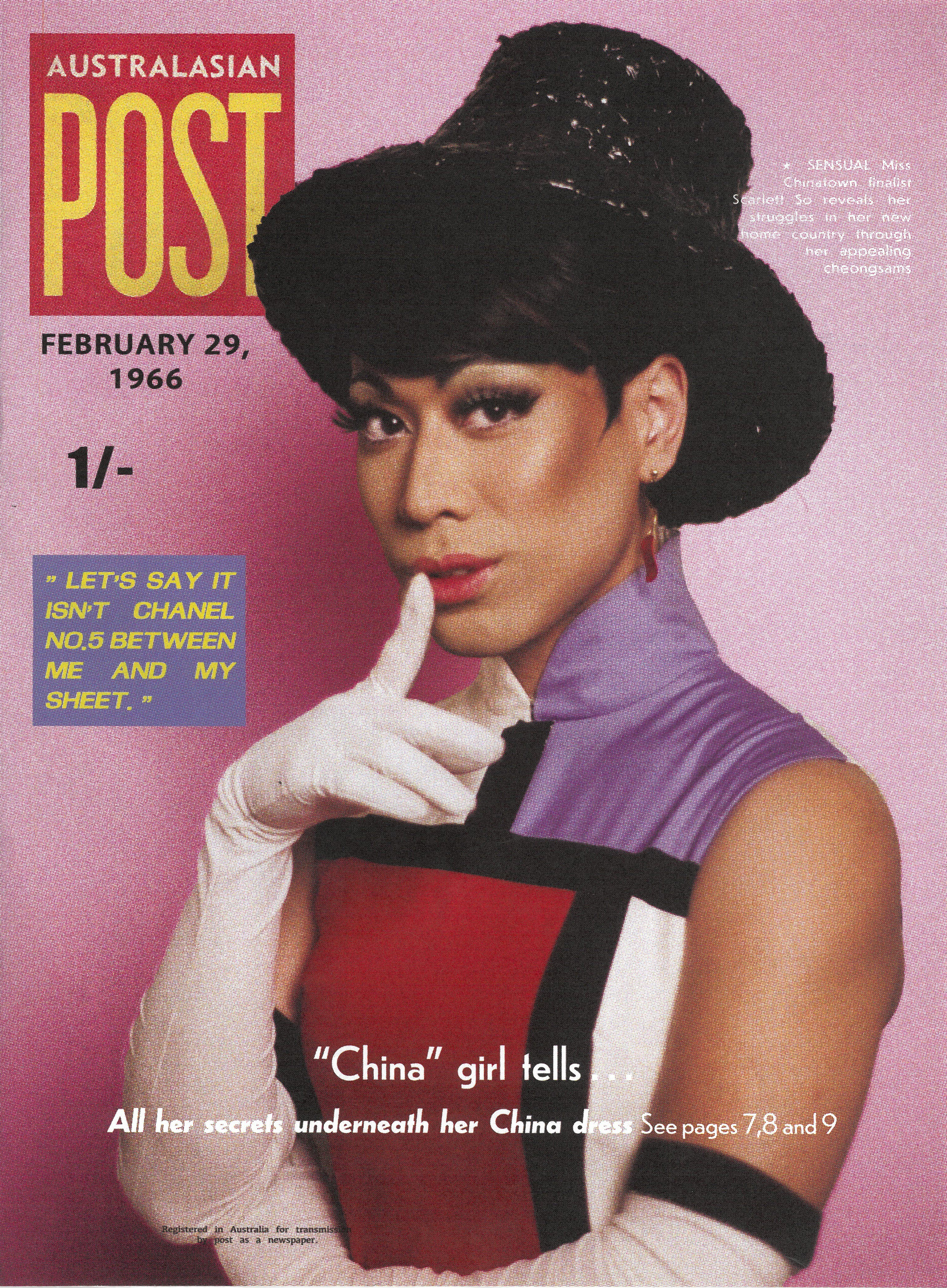
1960년대 크리스찬 디올 모자를 쓴 미스 차이나타운과 함께 오스트랄라시안 포스트 표지

화려한 모자는 1980년대에 인기를 끌었으며, 21세기 초에는 화려한 모자가 다시 유행하기 시작하여 젊은 밀리너들이 터번 모자, 트롱프뢰유 효과 펠트 모자, 사람의 머리카락으로 만든 키 큰 머리 장식 등을 포함한 창작품을 디자인했다. 일부 새로운 모자 컬렉션은 "착용 가능한 조각품"으로 묘사되었다. 레이디 가가를 비롯한 많은 팝 스타들은 홍보용으로 모자를 주문했다.

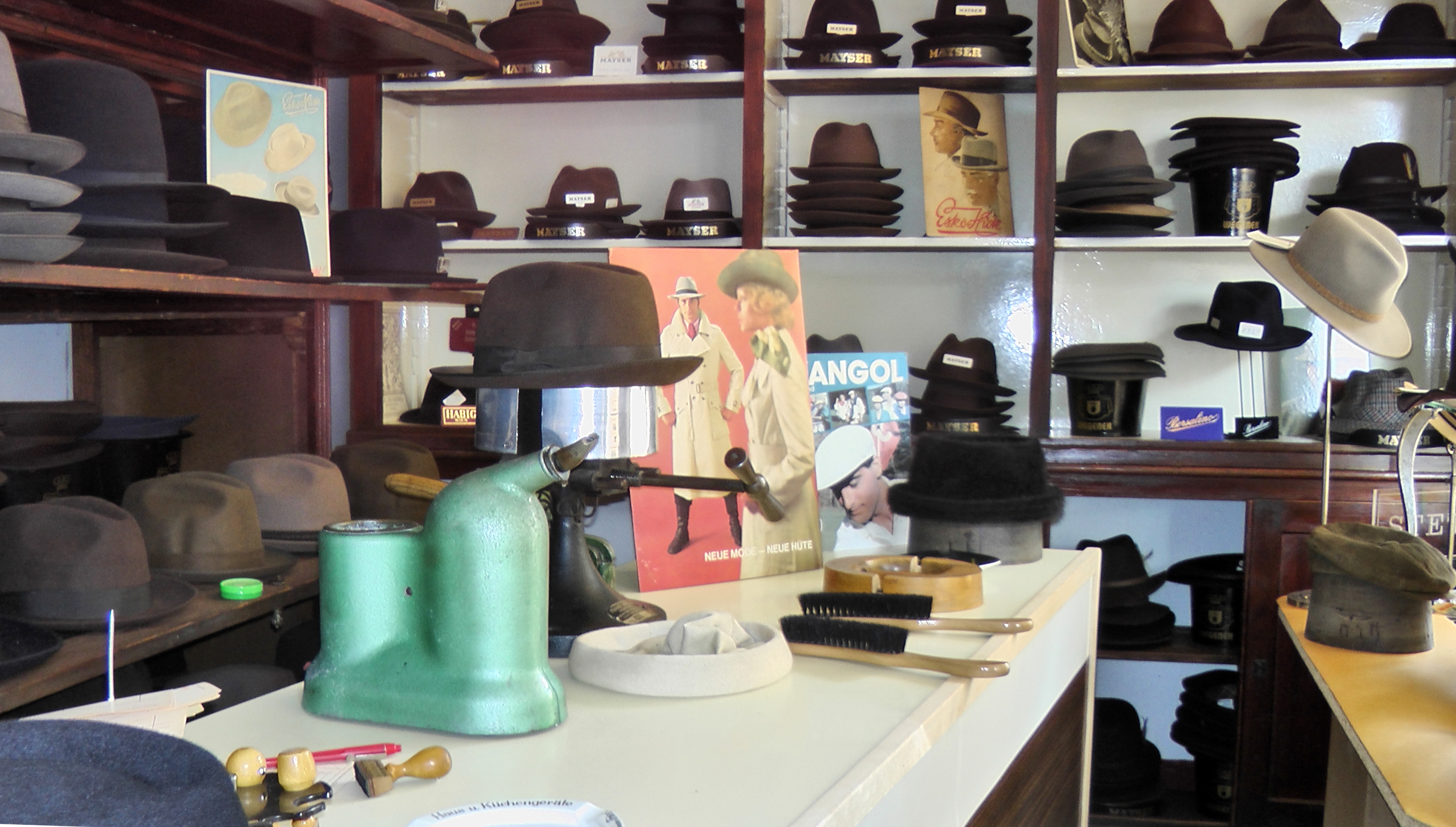
로스하이더 호프 야외 박물관 내부의 1900년경 모자 가게.

## 유명한 모자 제작자
런던에서 가장 유명한 모자상 중 하나는 세인트 제임스 스트리트의 James Lock & Co.이다. 이 가게는 세계에서 가장 오래된 영업 중인 모자 가게라고 주장한다. 또 다른 곳은 6 피시 스트리트 힐의 샤프 & 데이비스였다. 20세기 후반, 박물관들은 런던에 기반을 둔 데이비드 실링이 전 세계적으로 모자를 재창조했다고 평가했다. 저명한 벨기에 모자 디자이너로는 엘비스 폼필리오와 파비엔느 델빈(왕실 조달 허가증 소지자)이 있으며, 그들의 모자는 유럽 왕족들이 착용한다. 필립 트레이시 OBE는 최고의 디자이너들이 의뢰한 모자를 만든 아일랜드 밀리너이다 그는 왕실 결혼식에서도 모자를 착용했다. 북미에서는 유명한 카우보이 모자 제조업체인 스테트슨이 왕립 캐나다 기마경찰과 텍사스 레인저스의 모자를 만들었다. 존 캐버나그는 저명한 미국 모자 제작자 중 한 명이었다. 이탈리아 모자 제작자 보르살리노는 할리우드 스타들과 세계의 부유하고 유명한 사람들의 머리를 장식했다.

## 컬렉션
필리피 컬렉션은 독일 기업가 디터 필리피가 수집한 종교적 쓰개 컬렉션으로, 키르켈에 위치해 있다. 이 컬렉션에는 500개 이상의 모자가 소장되어 있으며, 현재 성직자, 교직자 및 종교적 머리 가리개 컬렉션 중 세계에서 가장 큰 규모이다.

## 스타일
다음은 몇 가지 일반적이고 상징적인 모자 예시의 짧은 목록이다. 모자 스타일 목록에 더 긴 버전이 있다.
| 이미지                                   | 이름            | 설명 |
| ---------------------------------------- | --------------- | --- |
| 아스코트 캡                              | 아스코트 캡     | 플랫캡과 유사하지만 단단함과 둥근 모양으로 구별되는 단단한 남성용 캡 |
| 발모랄 보닛                              | 발모랄 보닛     | 스코틀랜드 하이랜드 드레스와 함께 착용하는 전통적인 스코틀랜드 보닛 또는 캡 |
| 야구 모자                                | 야구 모자       | 둥근 크라운과 단단하고 앞으로 돌출된 챙이 있는 부드럽고 가벼운 양모 또는 면 캡의 일종 |
| 바이저가 달린 프로펠러 비니              | 비니 (북미)     | 크라운에 단추로 연결되고 가장자리에 이음새가 있는 삼각형 재료 패널로 만들어진 챙 없는 캡으로, 작은 바이저가 있거나 없을 수 있으며, 한때 남학생들 사이에서 인기가 있었다. 때로는 프로펠러가 포함된다. 뉴질랜드, 호주, 영국 및 미국의 일부 지역에서는 비니가 니트 모자를 지칭한다.                                                       |
| 베어스킨                                 | 베어스킨        | 근위여단 (영국)의 정복으로 착용하는 높고 털이 많은 모자로, 원래는 칼날 등으로부터 보호하기 위해 고안되었다. 런던의 버킹엄궁에서 흔히 볼 수 있다. 때때로 부스비로 오인되기도 한다. |
| 베레                                     | 베레            | 보통 양모 펠트로 만든 부드러운 둥근 모자로, 불룩한 납작한 크라운과 꽉 끼는 챙 없는 머리띠가 특징이다. 남녀 모두 착용하며 전통적으로 바스크인, 프랑스, 그리고 군대와 관련이 있다. |
| 바이콘                                   | 바이콘          | 넓은 챙의 펠트 모자로, 챙이 위로 접혀 앞뒤로 고정되어 긴 뿔 모양을 이룬다. 콕드 햇이라고도 알려져 있다. 1790년대 유럽 군 장교들이 착용했으며, 그림에서처럼 나폴레옹과 흔히 연관된다. |
| 볼러 / 더비                              | 볼러 / 더비     | 둥근 크라운이 있는 단단한 펠트 모자로, 1850년 Lock's of St James's에서 토마스 코크 2세 레스터 백작의 하인들을 위해 제작되었다. 미국에서는 일반적으로 더비 모자로 알려져 있다. |
| 분탈                                     | 분탈            | 부리 야자에서 추출한 섬유로 엮은 필리핀의 전통적인 밀짚모자 |
| 출로                                     | 출로            | 비쿠냐, 라마, 알파카, 또는 양모로 만든 귀덮개가 달린 페루 또는 볼리비아 모자 |
| 클로슈 모자                              | 클로슈 모자     | 종 모양의 여성용 모자로, 광란의 20년대에 인기를 끌었다. (1927년 무성 영화 배우 빌마 반키가 착용한 클로슈 모자) |
| 크리켓 캡                                | 크리켓 캡       | 전통적으로 크리켓 선수들이 착용하는 부드러운 캡의 일종 (시드 반스와 그의 호주 캡) |
| 코르도바 모자                            | 코르도바 모자   | 스페인 코르도바에서 유래한 전통적인 평평한 챙과 평평한 크라운의 모자로, 플라멩코 춤과 음악과 관련이 있으며 조로와 같은 캐릭터들에 의해 대중화되었다. |
| 원추형 모자                              | 삿갓            | 동아시아 및 동남아시아와 관련된 원뿔형 밀짚모자. "쿨리 모자"라고도 알려져 있지만 "쿨리"라는 용어는 경멸적으로 해석될 수 있다. |
| 너구리 모자                              | 너구리 모자     | 애팔래치아 지역 원주민의 모자로, 라쿤의 가죽과 털로 만들어졌으며, 18세기와 19세기 미국 개척자들과 연관되었다. |
|                                          | 카우보이모자    | 높은 크라운, 넓은 챙, 안쪽에는 땀받이, 바깥쪽에는 장식용 모자 밴드가 있는 모자. Boss of the Plains와 같은 초기 모델은 크라운을 주름 잡고 챙을 말아 올려 맞춤 제작할 수 있었다. |
| 커스터디언 헬멧                          | 커스터디언 헬멧 | 영국 경찰관이 도보 순찰 시 전통적으로 착용하는 헬멧 |
| 디어스토커                               | 디어스토커      | 따뜻하고 밀착되는 트위드 모자로, 앞뒤에 챙이 있고 귀덮개가 있어 크라운 위나 턱 아래로 묶을 수 있다. 원래 스코틀랜드에서 사냥할 때 사용하도록 고안되었다. 셜록 홈즈 캐릭터가 착용하며 그와 밀접하게 연관된다. |
|                                          | 중절모자        | 중간 챙과 크라운에 길이 방향으로 주름이 있는 부드러운 펠트 모자 |
|                                          | 페즈            | 아랍어권 국가에서 흔히 볼 수 있는 원뿔대 모양의 붉은 펠트 모자 |
|                                          | 풀라니 모자     | 서아프리카의 풀라니족 남성들이 착용하는 원뿔형 식물 섬유 모자로, 챙과 상단 모두 가죽으로 덮여 있다. |
|                                          | 안전모          | 작게 챙이 있는 둥글고 단단한 헬멧으로, 주로 건설 현장과 같은 작업 환경에서 낙하물, 파편, 악천후로 인한 머리 부상으로부터 보호하기 위해 사용된다. |
|                                          | 홈버그          | 털 펠트로 만든 준정장 모자로, 크라운 중앙에 하나의 눌린 자국이 있고, 넓은 실크 그로스그레인 모자 밴드 리본, "연필 컬" 모양의 평평한 챙, 그리고 챙 가장자리에 리본으로 묶인 장식이 특징이다. (윈스턴 처칠이 홈버그를 착용한 모습) |
|                                          | 쿠피야          | 타기야 두개골 캡, 거트라 스카프, 아갈 검은 끈으로 구성된 세 조각 앙상블. 거트라는 민족적 또는 국가적 정체성을 나타내는 순백색이거나 무늬가 있다. (사우디아라비아의 술탄 빈 압둘아지즈 알사우드 왕세자가 쿠피야를 착용한 모습) |
|                                          | 키파            | 유대인들이 할라카 당국에서 요구하는 관습적인 머리 가리개 요구 사항을 충족하기 위해 착용하는 반구형 모자 (이스라엘 방위군(IDF) 병사 아사엘 루보츠키 중위가 키파와 테필린을 착용하고 기도하는 모습) |
| 위로                                     | 비니            | 겨울에 착용하는 니트 모자로, 보통 양모 또는 아크릴로 만들어진다. 뉴질랜드, 호주, 영국 및 미국의 일부 지역에서는 이 모자를 비니라고 부르지만, 캐나다에서는 투크라고 알려져 있다. |
|                                          | 쿠피            | 아프리카인과 아프리카 디아스포라 전역의 사람들이 착용하는 챙 없는 짧은 둥근 모자 (우마루 야라두아, 나이지리아 대통령) |
|                                          | 주교관          | 로마 가톨릭교회, 동방 정교회, 루터교회, 세계성공회체의 주교들이 착용하는 독특한 모자 (교황 베네딕토 16세) |
|                                          | 몬테라          | 투우사들이 착용하는 크로셰 모자 |
|                                          | 파나마          | 에콰도르에서 만든 밀짚모자 |
|                                          | 프리기아 모자   | 부드러운 원뿔형 모자로, 앞으로 튀어나와 있다. 조각, 그림, 캐리커처에서는 자유와 자유 추구를 상징한다. 인기 만화 캐릭터 개구쟁이 스머프는 흰색 또는 붉은색 프리기아 모자를 착용한다. |
| 1960년 필박스 모자를 쓴 배우 도리스 데이 | 필박스 모자     | 곧고 수직인 옆면, 평평한 크라운, 그리고 챙이 없는 작은 모자. (1960년 도리스 데이 배우가 필박스 모자를 착용한 모습) |
|                                          | 피스 헬멧       | 코르크나 골수로 만든 가볍고 단단하며 천으로 덮인 헬멧으로, 앞뒤에 챙이 있다. 1800년대 열대 식민지에서 유럽인들이 착용했다. |
|                                          | 라스타캡        | 라스타파리 신도들과 드레드록스(dreadlocks)를 가진 사람들이 머리카락을 깔끔하게 정리하기 위해 착용하는 높고 둥글며 보통 뜨개질로 만들어지고 밝은 색상의 모자 |
|                                          | 로가티브카      | 오랜 세월 동안 다양한 폴란드 군부대에서 사용된 비대칭형, 뾰족한 4각 모자 |
|                                          | 산타 모자       | 늘어진 뾰족한 빨간색 스톡킹 모자로, 흰색 털로 장식되어 있으며 전통적으로 크리스마스와 관련이 있다. |
|                                          | 솜브레로        | 원추형 크라운과 매우 넓고 접시 모양의 챙이 있는 멕시코 모자로, 화려하게 수놓아져 있고 플러시 펠트로 만들어졌다. |
|                                          | 탐 오 샨터      | 전통적인 납작하고 둥근 스코틀랜드 모자로, 보통 남성들이 착용한다 (영국군에서는 때때로 ToS로 줄여서 사용). |
|                                          | 실크해트        | 비버 모자, 마술사 모자 또는 가장 높은 예시의 경우 스토브파이프 모자라고도 알려져 있다. 19세기와 20세기 초 남성들이 착용했던 높고 납작한 크라운의 원통형 모자로, 현재는 모닝 드레스 또는 이브닝 드레스에만 착용된다. 만화 캐릭터 엉클 샘과 모노폴리 씨는 종종 이러한 모자를 착용한 모습으로 묘사된다. 한때 펠트 비버 모피로 만들어졌다. |
|                                          | 토크 (모자)     | 높고 주름진, 챙 없는 원통형 모자로, 비공식적으로는 요리사 모자로 알려져 있다. |
|                                          | 트리코르느      | 낮고 넓은 챙이 있는 부드러운 모자로, 머리 양쪽과 뒤쪽으로 접혀 삼각형 모양을 이룬다. 18세기 유럽인들이 착용했다. 프랑스와 교황령에서는 더 크고 높으며 화려하게 장식된 챙이 있었다. |
|                                          | 터번            | 머리 자체 또는 속모자 주위에 스카프처럼 한 조각의 천을 감아 만든 쓰개 |
|                                          | 우샨카          | 귀덮개가 접히는 러시아 털모자 |
|                                          | 주케토          | 성직자들이, 특히 로마 가톨릭에서 착용하는 두개골 모자 |

## 크기
모자 크기는 귀 위 약 1 센티미터 (2⁄5 in) 정도의 머리 원둘레를 측정하여 결정된다. 제조업체에 따라 인치 또는 센티미터를 사용할 수 있다. 펠트 모자는 맞춤형 착용감을 위해 늘릴 수 있다. 안전모와 야구 모자와 같은 일부 모자는 조절 가능하다. 저렴한 모자는 스몰, 미디움, 라지, 엑스라지 등 "표준 사이즈"로 나오는데, 측정된 사이즈와 다양한 "표준 사이즈" 간의 매핑은 제조사마다, 스타일마다 다르며, 다양한 카탈로그(예: Hammacher Schlemmer)를 연구하여 확인할 수 있다.
| 사이즈             |        |     |        |        | 청소년 S/M | 청소년 L/XL | XXS           | XS            | S         | M           | L           | XL        | XXL         | XXXL      |
| ------------------ | ------ | --- | ------ | ------ | ---------- | ----------- | ------------- | ------------- | --------- | ----------- | ----------- | --------- | ----------- | --------- |
| 연령 (세)          | 0      | 1⁄2 | 1      | 1+1⁄2  | 2          |             |               |               |           |             |             |           |             |           |
| 둘레 (cm)          | 34     | 43  | 47     | 48     | 49         | 50          | 51–52         | 53–54         | 55–56     | 57–58       | 59–60       | 61–62     | 63–64       | 65–66     |
| 둘레 (인치)        | 13+3⁄8 | 17  | 18+1⁄2 | 18+3⁄4 | 19+1⁄4     | 19+3⁄4      | 20+1⁄8–20+1⁄2 | 20+5⁄8–21+1⁄4 | 21+5⁄8–22 | 221⁄2–227⁄8 | 231⁄4–235⁄8 | 24–243⁄8  | 243⁄4–251⁄4 | 25–26     |
| 영국 모자 사이즈   |        |     | 5      | 53⁄4   | 6–61⁄8     | 61⁄4–63⁄8   | 61⁄2–65⁄8     | 63⁄4–67⁄8     | 7–71⁄8    | 71⁄4–73⁄8   | 71⁄2–75⁄8   | 73⁄4–77⁄8 | 8–81⁄8      |           |
| 미국 모자 사이즈   |        |     | 57⁄8   | 6      | 61⁄8       | 61⁄4        | 63⁄8–61⁄2     | 65⁄8–63⁄4     | 67⁄8–7    | 71⁄8–71⁄4   | 73⁄8–71⁄2   | 75⁄8–73⁄4 | 7⁄8–8       | 81⁄8–81⁄4 |
| 프랑스 모자 사이즈 |        |     | 0      | 1⁄2    | 1          | 1⁄2         | 2–21⁄2        | 3–31⁄2        | 4–41⁄2    | 5–51⁄2      | 6–61⁄2      | 7–71⁄2    | 8–81⁄2      | 9–91⁄2    |

미국 모자 사이즈는 머리 직경을 인치 단위로 측정한 것이다. 센티미터 단위의 둘레 측정값에서 8로 나누어 계산할 수 있는데, 이는 2.54(센티미터당 인치 수)에 
 (직경에서 둘레를 구하는 곱셈 계수)을 곱하면 거의 정확히 8이 되기 때문이다.

## 갤러리

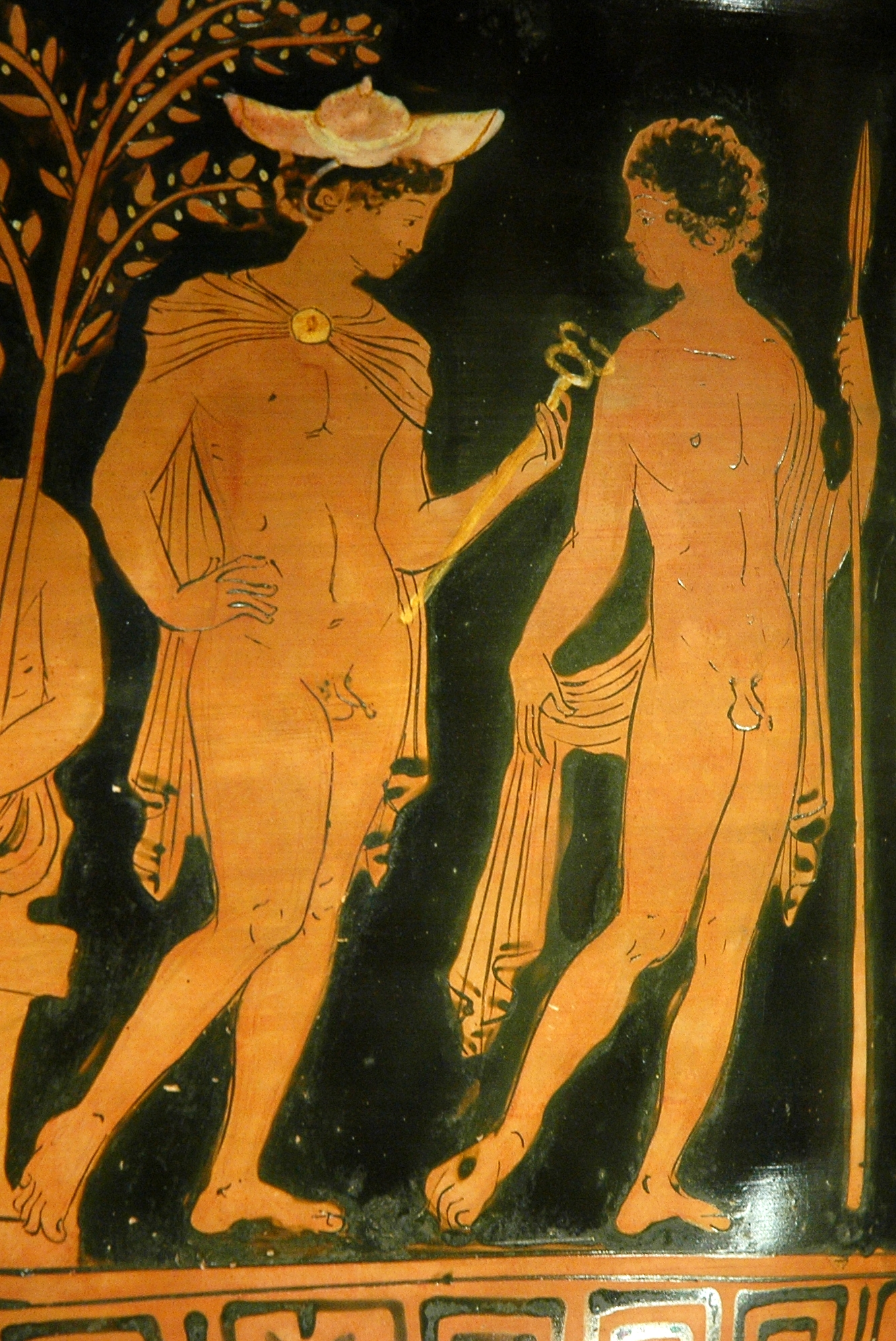
헤르메스가 페타소스 모자를 쓴 모습, 아티카 적회식 크라테르,  기원전 380–370년c.
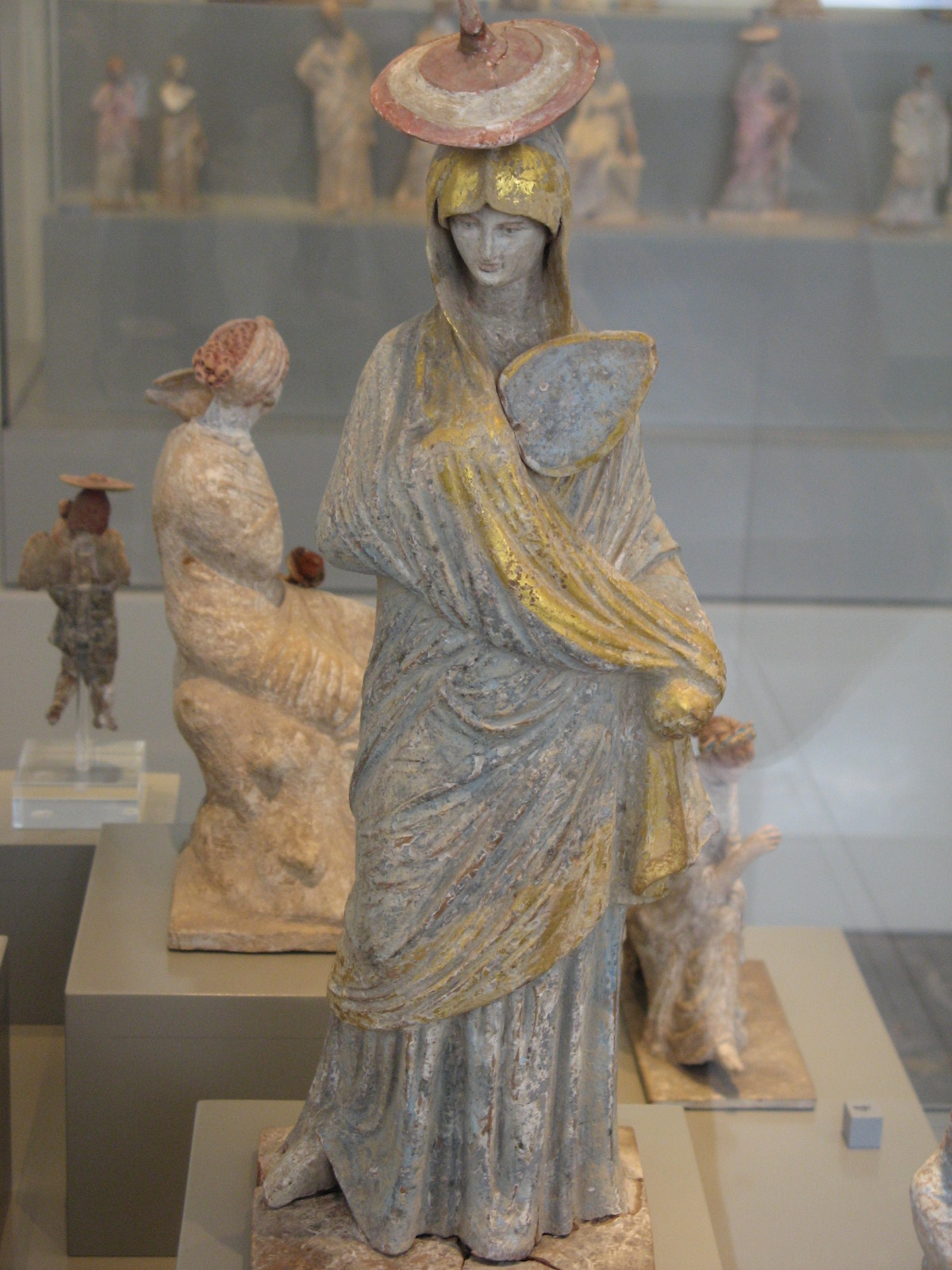
고대 그리스 타나그라 출토의 푸른색과 금색 옷을 입고 부채와 햇볕 가리개 모자를 쓴 여인상,  기원전 325–300년c.
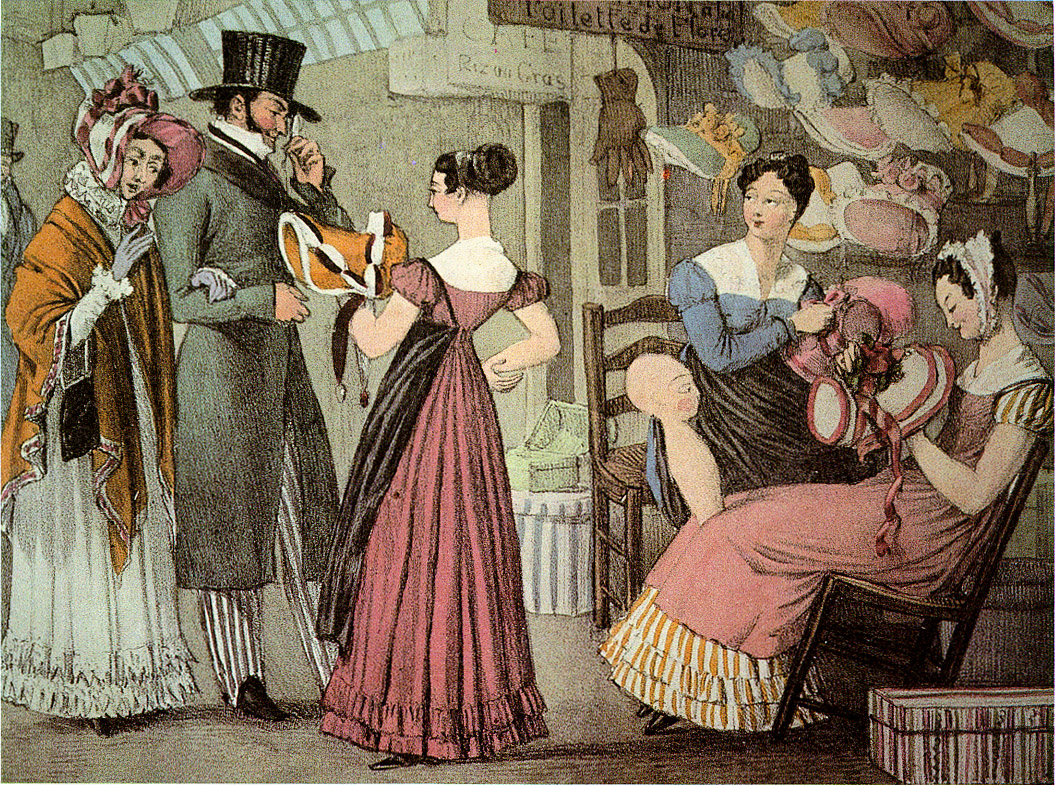
파리 밀리너리 가게, 프랑스, 1822년
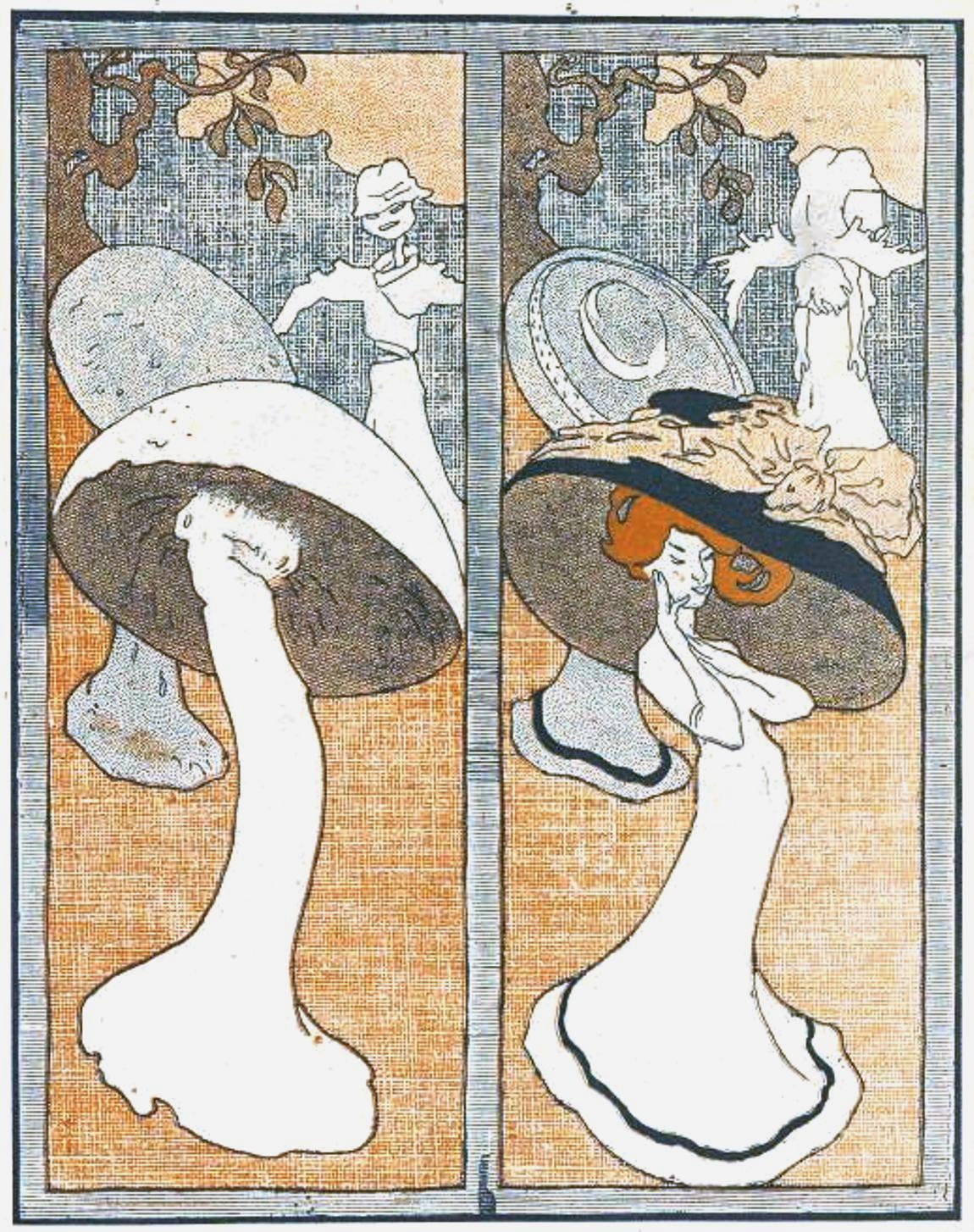
모자 패션은 때때로 조롱의 대상이 되었다. 1908년 이온 테오도레스쿠-시온이 루마니아 출판물에 처음 발표한 이 만화는 버섯 모자의 인기를 풍자했다.
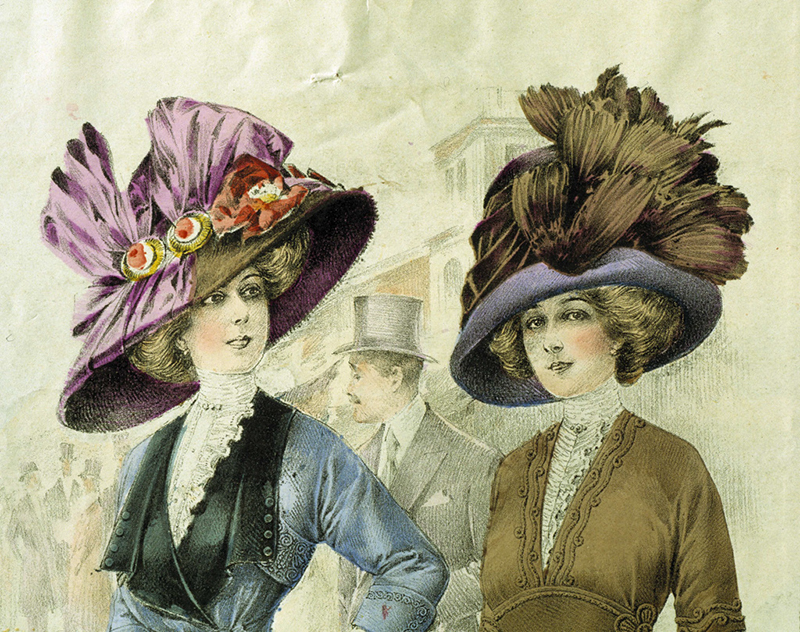
1911년 여성용 픽처 햇
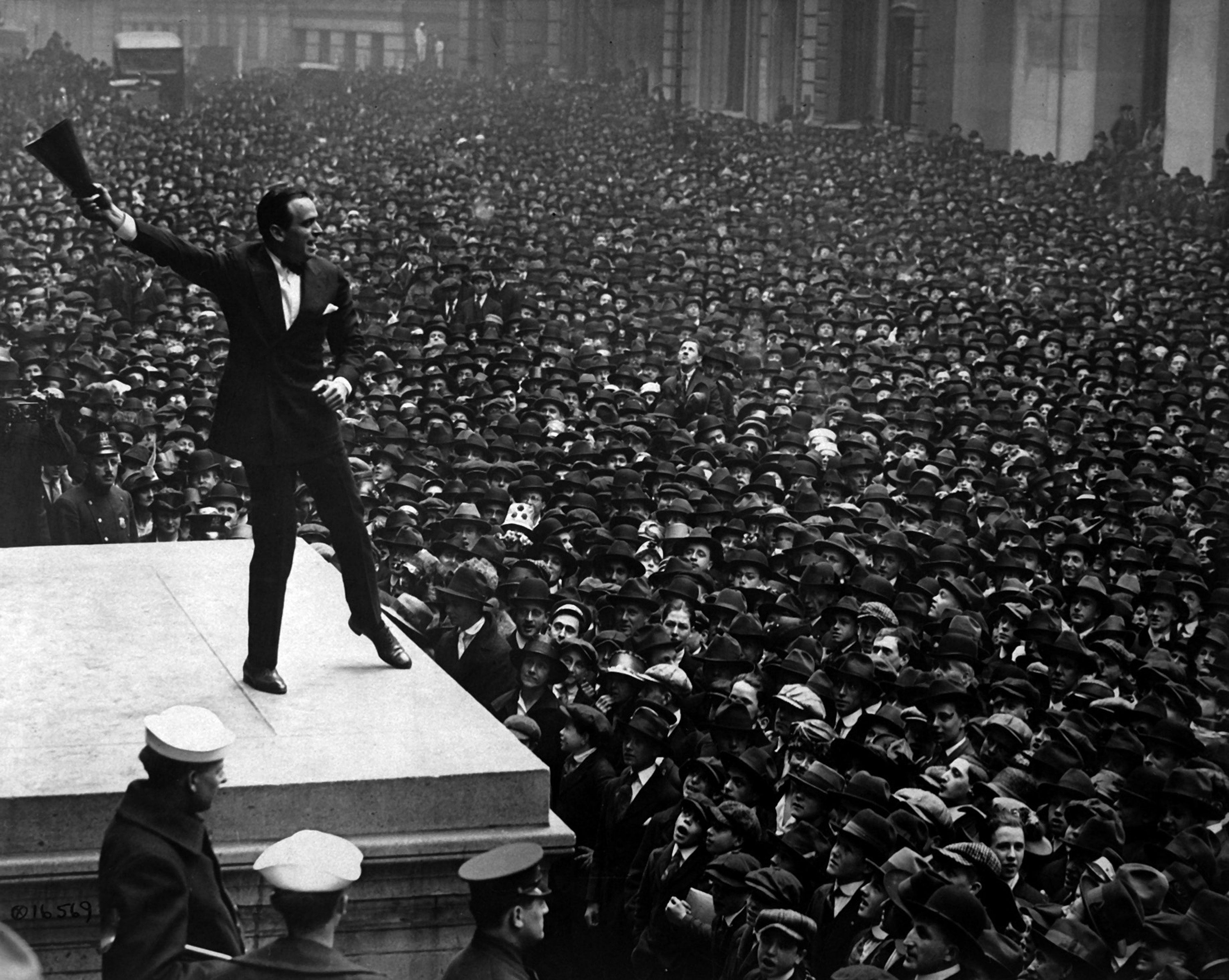
뉴욕 시, 1918년: 모자를 쓴 수많은 군중
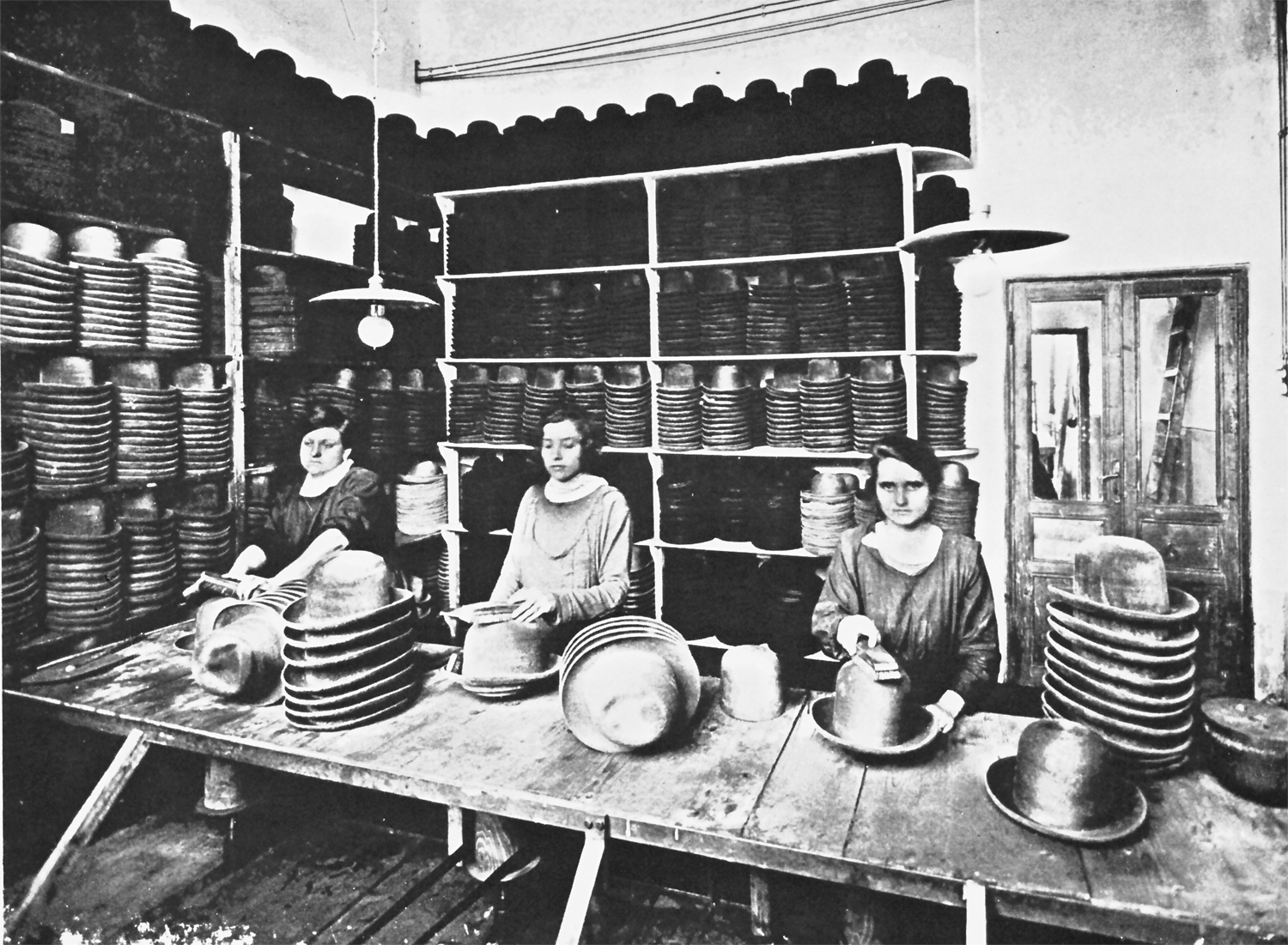
몬테바르키, 이탈리아의 가족 운영 모자 공장, 날짜 미상
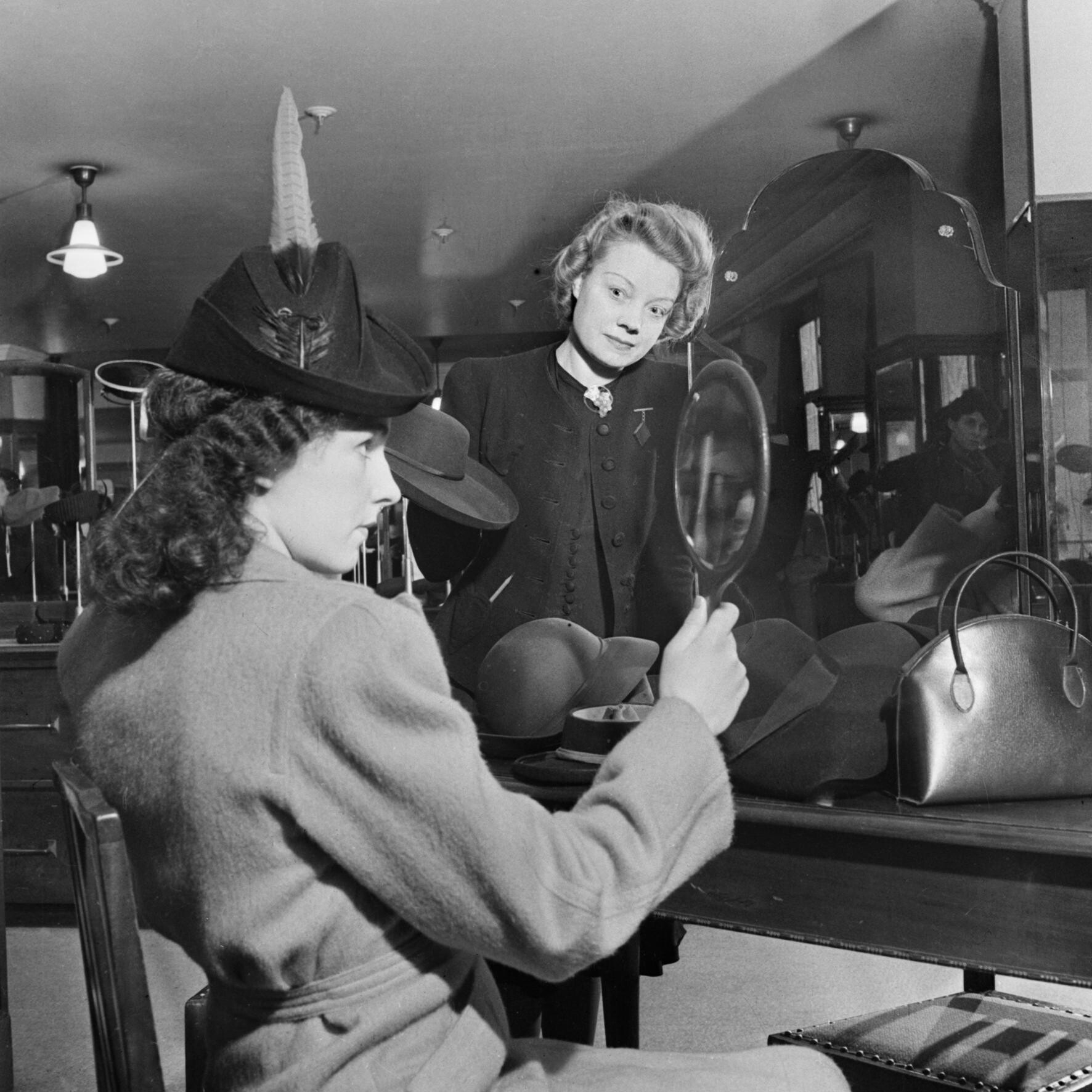
1942년 런던 옥스퍼드가의 본 & 홀링스워스 백화점 밀리너리 부서. 다른 대부분의 의류와 달리 모자는 전시 영국에서 엄격하게 배급되지 않았고, 모험적인 밀리너리 스타일이 폭발적으로 유행했다.
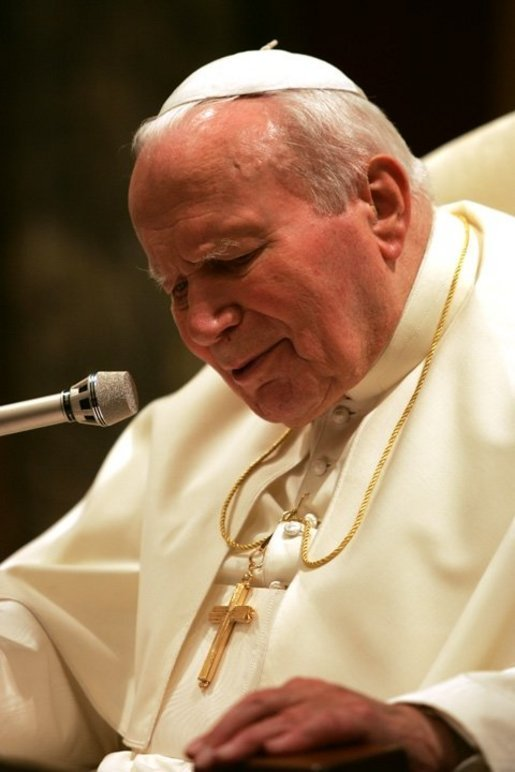
교황 요한 바오로 2세가 주케토를 착용한 모습
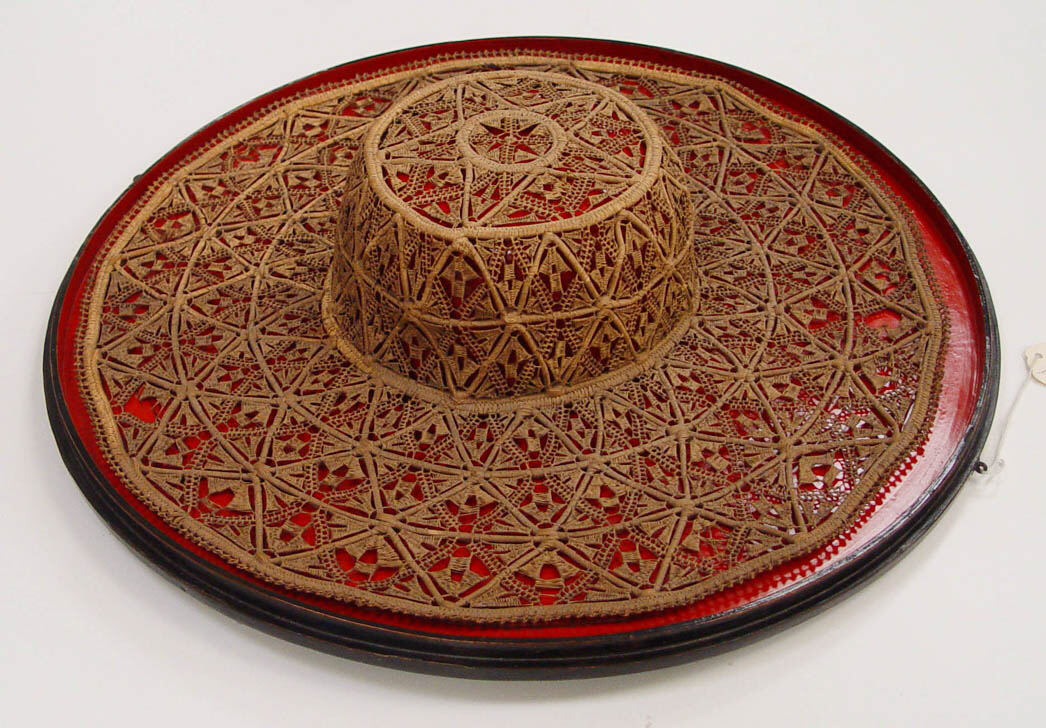
17세기 오픈워크 모자 메트로폴리탄 미술관

## 같이 보기
- 캡